# Гох, Иван Андреевич
Ива́н Андре́евич Гох, Хох (октябрь 1822, Москва — 31 августа [12 сентября] 1878, Санкт-Петербург) — русский живописец и фотограф немецкого происхождения, представитель классицистической школы, автор портретов, жанровых и исторических картин. Академик Императорской Академии художеств (с 1855).

## Биография
Родился, как считается, в октябре 1822 года в Москве; сын садовника дворян Тучковых, мекленбург-шверинского подданного. Учился в качестве вольноприходящего в Императорской Академии художеств, у А. Т. Маркова. В 1847 году, 26 сентября, отмечен «серебряной медалью второго достоинства» за картину «старуха, с лежащим подле неё мальчиком»; с 1849 года участвовал в выставках академии. В 1851 году за картину «Микель Анджело, посетивший флорентийского художника Роллу в его мастерской» был удостоен первой серебряной медали. В 1855 году был удостоен звания академика за три картины, изображающие «Итальянские народные сцены».
Заинтересовавшись фотографией открыл в начале 1860-х годов, после отъезда из России Е. А. Плюшара, фотоателье на Большой Морской улице (д. 24).
В 1869 году владельцем фотомастерской в этом доме стал Иван Страхов, а Гох переехал в Дом голландской реформатской церкви на Невском проспекте.
В 1870 году на Мануфактурной выставке проходившей в Санкт-Петербурге за «очень хорошие портреты и художественную отделку» И. А. Гох был награждён бронзовой медалью.
Его дети:
- Андрей
- Мария, в замужестве за прусским подданным Иоганном Андреасом Олем[5]. У них родились сыновья: Андрей и Иван[6].
- Елизавета, в замужестве за Адольфом Иосифовичем Шарлеманем — портретистка, ученица И. Н. Крамского